# Stropken
Stropken is een Belgisch bier dat wordt gebrouwen voor de Gentse drankenspeciaalzaak De Hopduvel.
Het kruidige bier werd in 1982 door Toon Denooze ontwikkeld. Het werd aanvankelijk gebrouwen in de ketels van Brouwerij 't Hamerken in Brugge. Vervolgens verhuisde de productie naar Brouwerij Slaghmuylder in Ninove en ten slotte naar Brouwerij Van Steenberge in Ertvelde.
Het bier is mettertijd minder kruidig geworden.